# トヨタレンタリース
トヨタレンタリースは、トヨタ自動車系列におけるレンタカー・カーリース・カーシェアリング事業。トヨタレンタリース店のブランドで全国に店舗を出店し、レンタカー事業（トヨタレンタカー）を行っている。保有台数と店舗網は日本一の規模。アメリカ合衆国に本部のあるハーツ(Hertz)と提携を結んでいる。
事業は各地の63のレンタリース店運営会社によって行われ、多くは地元のトヨタ販売会社資本が経営を行う。カーシェアリングサービスである「TOYOTA SHARE」は、レンタリース店運営会社の他にも、トヨタ販売会社やトヨタ自動車のグループ企業であるダイハツ工業の販売会社が運営を行っているステーションもある。
店舗の電話番号は原則として「0100」（「ゼロ100番」と読む）に統一されている。

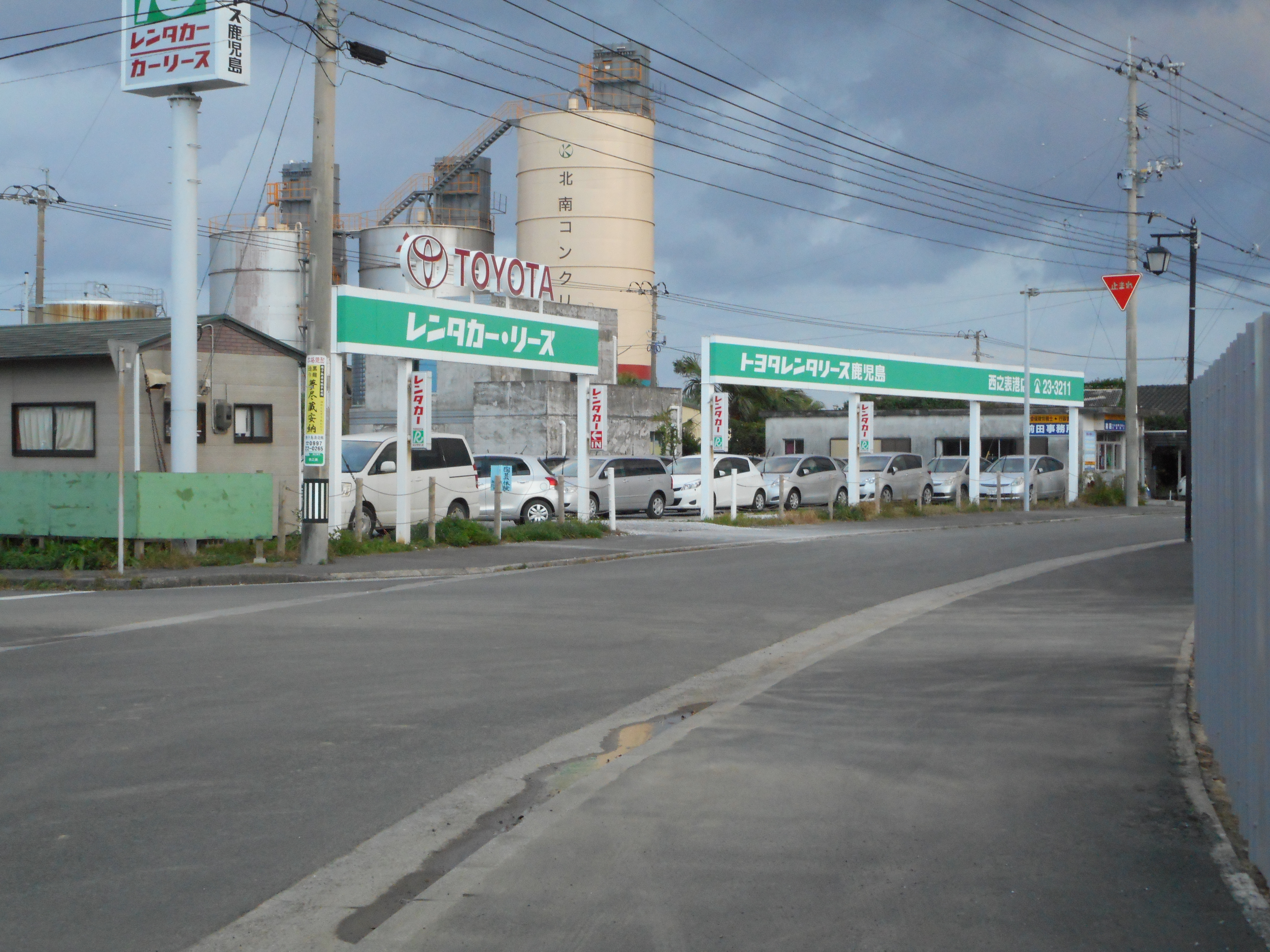
離島にもに有るトヨタレンタカー（トヨタレンタリース鹿児島 西之表港店、西之表市 種子島）

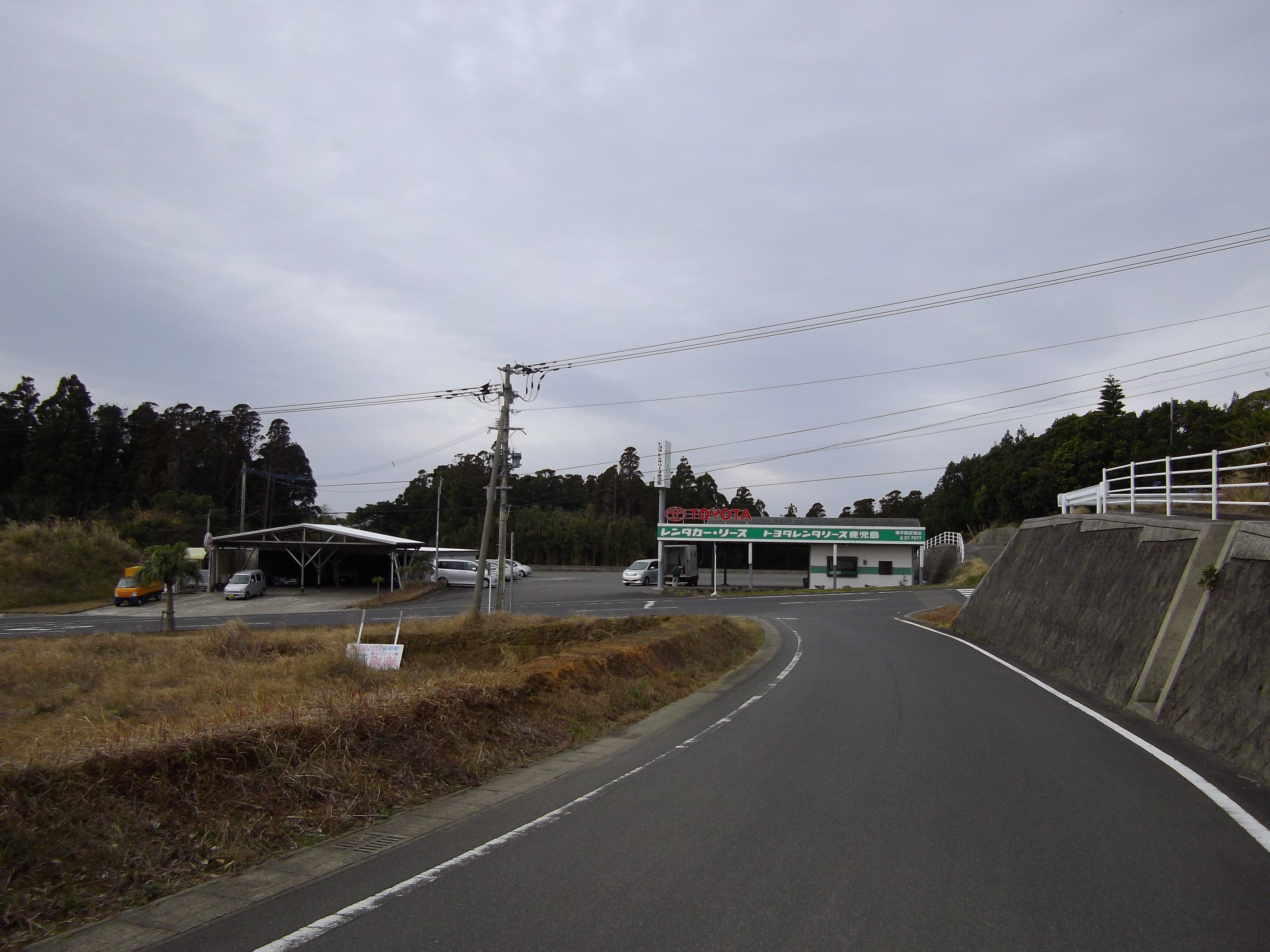
大きな国道、県道及び空港、港湾施設付近に多く見られる。画像左側の県道に離島の空港が在るものの見切れている。（同 種子島空港店）

## 取扱車種
幅広いトヨタブランドの車種をラインナップしており、地域により、レクサスブランドの車種や、トヨタ自動車のグループ企業であるダイハツ工業の軽自動車や日野自動車の商用車（トラック・マイクロバス）を取り扱っていることがある。
各運営会社の系列販売会社から車両が調達されるのが一般的にとなっている。

### 車種区分
基本的に、乗用系・W・RV・VクラスはETC、カーナビが標準装備となっている。その他Tクラスの車種にもオプションで設定がある。また、一部地域や運営会社では、クラスの異なる車種や設定車種が無いクラスもある。軽自動車並びに3時間レンタカーは予約時の車種指定が不可となる。
基本料金は、46道府県に所在する店舗（トヨタモビリティサービスが運営する成田空港店は除く）とトヨタS&Dレンタシェア西東京（東京都多摩エリア）が運営する店舗に適用される一般料金と、トヨタモビリティサービス（東京23区・調布店・東久留米駅前店・武蔵境店・大島店・成田空港店）が運営する店舗に適用される東京料金の2本立てとなっており、東京料金は一般料金よりも割高となっている。V・Tクラスを除く全クラスは、時期（夏季、年末年始、地域によって定めている特別期間など）によりハイシーズン料金が適用されるが、適用期間は地域によって異なっている。
北海道・青森県・岩手県・宮城県・山形県・福島県・新潟県・長野県・富山県・石川県・福井県・岐阜県（高山駅前店のみ）・鳥取県は冬季間はスタッドレスタイヤが標準装着されるため、12月から翌年3月まではV・Tクラスを除く全クラスにおいてハイシーズン料金が適用されるが、これらの地域は11月下旬に特別期間によるハイシーズン料金が適用される地域があるため、実質11月下旬から翌年3月までハイシーズン料金となる地域がある。
2012年4月1日付でレンタカー推奨料金の改定が行われた。Pクラス（乗用車）は利用目的や車両本体価格等を参考に従来の7クラスから5クラスに再編され、一部車種のクラスが下げられたことにより実質の値下げとなった。併せて、ハイブリッドカーの普及を受け、ハイブリッドカーを専門としたHVクラスを新設（HVクラスはETC、カーナビ標準装備）。HVクラスは排気量や乗員人数に合わせた3クラスで構成されており、従来はPクラスの料金設定となっていたプリウスはこのHVクラスに移動となった。また、HVクラスではメーターディスプレイに表示される燃費を基に燃料代を精算する「ハイブリッド(HV)燃費精算」を新たに導入しており、他のクラスでは必要となる返却時の満タン給油が本クラスに限って不要となるサービスが行われている。
2014年4月1日付でレンタカークラスの改定が行われた。前回の改定から2年の間にトヨタが販売しているハイブリッドカーのラインナップが増えていることを背景に、ハイブリッドカー専門のHVクラスの車種が拡充され、プリウスPHVはHV2クラスに格下げしたほか、クラウンハイブリッド用にHV4クラスが新設。また、レンタカー業界初の試みとしてハイブリッドミニバン・ワゴン専門クラスのHWクラスが新設され、プリウスαの7人乗り仕様は新設のHW1クラスへ移動となる。さらに、クルマ好きユーザーの増加を目指してスポーツクラスも新設され、一部店舗のみの設定となっていた86がP5クラスからSP1クラスに移動して全国展開化された。なお、HW2クラスに関しては同年7月1日から予約受付が開始された。
2015年10月1日には、一部の運営会社のみの設定となっていた軽自動車の貸し出しを全国展開化し、乗用車クラスにP0クラス、バンクラスにV0クラス、トラッククラスにT0クラスをそれぞれ新設定した。
2017年4月1日にレンタカーサービスのリニューアルに伴って一部車種クラスの統合・整理を行い、従来のHWクラスをWクラスへ統合、RVクラスをSUVクラスに名称変更してラインナップを拡大した。併せて、車種クラスの指定を標準化し、従来は無料だった個別の車種指定をオプション（有償）化した（車種指定オプションを利用しない場合は「車種おまかせ予約」となる）。
更に、2018年4月2日からはレクサスブランドの車種を使った「プレミアムクラス」が設定された。種類は、最新型の車両を使ったCURRENTとモデルチェンジ前の車両を使ったPREVIOUSで、それぞれにLPC1/LPP1から4までの乗用車クラス、LXC1/LXP1とLXC2/LXP2のSUVクラスの全12クラス。導入当初は岩手県・宮城県・埼玉県・千葉県・東京都・神奈川県・福井県・愛知県・滋賀県・京都府・大阪府・兵庫県・和歌山県・福岡県の全14都府県のみの扱いとなる。
2019年4月1日（当日以降の予約取得分）から、商用車のVクラス・Tクラス・BUSクラスを除き全車禁煙車となり、喫煙車を希望する場合は利用店舗へ直接問い合わせる形となる。禁煙車で喫煙が確認された場合は、「安心Wプラン」加入時であってもノンオペレーションチャージが適用される。
2020年4月1日からは、乗用車（P）とハイブリッド車（HV）のクラス体系が統合・整理され、P0クラスを「軽自動車」、P2クラスをP1クラスに統合して「エコノミー」、P3クラス（アリオン・プレミオを除く）をHV1クラスに統合して「エコノミープラス」、P3クラスのアリオン・プレミオをHV2クラスに移行して「スタンダード」、P4クラスをHV3クラスに統合して「スタンダードプラス」、HV4クラス（MIRAIを除く）とP5クラスを統合して「ラグジュアリー」にそれぞれクラス名称が改められ、ルーミーやタンク等のP2クラス、カローラ等のP3クラス、クラウンハイブリッドのHV4クラスに関してはクラス統合により値下げになる（逆にP3クラスのアリオン・プレミオ、P4クラスのマークXは値上げとなる）。「スポーツ」は「スペシャリティ」へクラス名称が変更され、従来HV4クラスだったMIRAIはSP2クラスへ移行された（86に設定のSP1クラスは変更なし）。
2022年4月から、RAV4のクラスをSUV2からSUV3へ移行された。
2023年4月1日に貸渡約款を含めた制度改定が実施され、2020年4月改定以来3年ぶりにクラス名が英数字の組み合わせとなり、SUVクラスがSUV4クラスの追加により4段階に拡充。電気自動車や燃料電池自動車を対象としたZEV（=ゼロエミッションビークル）クラスが新設された。

#### 乗用車(Cクラス)
- C0:ピクシスエポック、ピクシスジョイ、ピクシスメガ
  - 従来の軽自動車からクラス名称を変更。
  - 地域によりダイハツ工業製の同等（OEM元）車種（ミライース、キャスト、ウェイク）や他車種（ムーヴなど）が用意される場合がある。
  - 近畿地方の一部運営会社（トヨタレンタリース滋賀・トヨタレンタリース和歌山）では、スズキ製や本田技研工業製の軽自動車が一部の店舗で用意されている。
- C1:ヤリス、ヴィッツ、パッソ、カローラアクシオ、カローラフィールダー、ルーミー、タンク
  - 従来のエコノミーをベースに、エコノミープラスからカローラアクシオとカローラフィールダーのガソリン車が移行する形で統合。カローラアクシオは1.3L、1.5L同一の価格となる。
- C2:ヤリス ハイブリッド、ヴィッツ ハイブリッド、アクア、アクア GR SPORT、カローラアクシオ ハイブリッド、カローラフィールダー ハイブリッド、カローラ、カローラツーリング、カローラスポーツ
  - 従来のエコノミープラスをベースに、スタンダードからカローラフィールダーのハイブリッド車が移行する形で統合。
  - アクアは2021年7月のフルモデルチェンジに伴い、2代目モデルへ順次移行されている。
- C3:カローラ ハイブリッド、カローラツーリング ハイブリッド、カローラスポーツ ハイブリッド、プリウス、プリウスα（2列シート・5人乗り）、アリオン、プレミオ
  - 従来のスタンダードをベースに、C2へ移行したカローラフィールダーのハイブリッド車を除く車種で構成。
  - プリウスは2023年1月のフルモデルチェンジに伴い、5代目モデルへ順次移行されており、1.8L、2.0L同一の価格となる。
- C4:カムリ、マークX、プリウスPHV
  - 従来のスタンダードプラスからクラス名称を変更。
  - プリウスPHVは一部地域・店舗のみの取り扱いで、「トヨタレンタカー予約センター」または出発する店舗の窓口での予約のみ受け付ける。
- C5:クラウン、クラウンスポーツ、クラウンクロスオーバー
  - 従来のラグジュアリーからクラス名称を変更。
  - ガソリン車・ハイブリッド車両方が用意されている。
  - クラウンスポーツ並びに16代目クラウンは一部地域限定で、「トヨタレンタカー予約センター」または出発する店舗の窓口での予約のみ受け付ける[6]。

#### ゼロエミッションビークル(ZEクラス)
従来のSP2クラスをベースに、C+podを皮切りに2020年12月より取り扱いを開始した電気自動車にも範囲を拡げて細分化し、独立クラスへ移行したもの。一部地域・店舗のみの取り扱いが多い。
- ZE3:bZ4X
- ZE4:MIRAI

#### スペシャリティ(SPクラス)
一部地域・店舗のみの取り扱いが多い。
- SP1:86、GR86、GRヤリス
  - 86は2021年10月のフルモデルチェンジに伴い、2代目モデルのGR86へ順次移行されている。
- SP2:GRスープラ等

#### ミニバン・ワゴン(Wクラス)
従来のHWクラスをWクラスに統合したことに伴い、W2クラス・W3クラスのすべての車種及びW1クラスのシエンタはガソリン車・ハイブリッド車両方が用意される。
- W1:シエンタ、プリウスα（3列シート・7人乗り）
  - シエンタは2022年8月のフルモデルチェンジに伴い、3代目モデルへ順次移行されている。
- W2:エスクァイア、ノア、ヴォクシー
  - ノアとヴォクシーは2022年1月のフルモデルチェンジに伴い、4代目モデルへ順次移行されている。
- W3:アルファード、ヴェルファイア
  - 2023年6月のフルモデルチェンジに伴い、アルファードは4代目モデル、ヴェルファイアは3代目モデルへ順次移行されている。
- W4:ハイエース グランドキャビン

#### SUV(SUVクラス)
SUV2クラスのC-HRとカローラクロス及びSUV3クラスはガソリン車・ハイブリッド車両方が用意される。また、SUV1クラスとSUV3クラスは2023年4月より2WDとの混合クラスへ改定され、4WDを指定する場合は別途4WD指定料金が必要となった。
- SUV1:ライズ、ヤリスクロス
- SUV2:C-HR、カローラクロス、ヤリスクロス ハイブリッド
  - 2023年4月よりヤリスクロス ハイブリッドがSUV1から移行。
- SUV3:ハリアー、RAV4
  - ハリアーは2020年6月のフルモデルチェンジに伴い、ガソリン車・ハイブリッド車共に4代目モデルへ順次移行されている。
- SUV4:ランドクルーザープラド
  - 2023年4月よりSUV3から移行する形で新設。

#### プレミアムクラス
2018年4月2日から全国の14都府県の店舗で設定。その後、北海道・青森県・山形県・山梨県・富山県・長野県・岐阜県・三重県・沖縄県でも取り扱いが開始され、2020年12時点では20都道府県で取扱店舗がある。
サービス開始当初は出発する店舗への電話予約のみの対応だったが、取扱店舗の拡大によりインターネット予約も可能となった。
アルファベットの3文字目で"C"は最新モデルの車両が貸し出される「CURRENT（カレント）」、"P"はモデルチェンジ前の車両が貸し出される「PREVIOUS（プレビアス）」で、取扱車種は一部のクラスを除き同一である。
なお、地域により取扱店舗が一部に限られている場合があり、取扱車種も限られている。
- LPC1/LPP1:CT、UX
  - UXは2018年11月に発売された車種のため、LPC1クラスのみの設定となる。
- LPC2/LPP2:IS / ISハイブリッド
- LPC3/LPP3:GS / GSハイブリッド、ES
  - ESは2018年10月に日本で発売された車種のため、LPC3クラスのみの設定となる。
- LPC4/LPP4:LS / LSハイブリッド
- LXC1/LXP1:NX / NXハイブリッド
- LXC2/LXP2:RX / RXハイブリッド
- LXC3:LX
- LSC1:LC、GS F

#### バン(Vクラス)
- V0:ピクシス バン
  - 地域によりダイハツ工業製の同等（OEM元）車種であるハイゼットカーゴ、販売店の関係でスズキ・エブリイが用意される場合がある。
- V1:プロボックス、サクシード
  - プロボックスはガソリン車・ハイブリッド車両方が用意されている。
- V2:タウンエース バン、ライトエース バン
- V3:ハイエース バン、レジアスエース バン

一部地域では、ハイエースのキャンピングカーの貸し出しが可能なV4クラスが設定されている。ハイエースのスーパーロングバンは地域によりV3クラスまたはV4クラスのいずれかとなる。ハイエース・レジアスエースの冷凍車は地域によりV3クラスまたはトラッククラスであるT1クラスとなる。

#### トラック(Tクラス)
- T0:ピクシス トラック
  - 地域によりダイハツ工業製の同等（OEM元）車種であるハイゼットトラック、販売店の関係でスズキ・キャリイが用意される場合がある。
- T1:タウンエース トラック、ライトエース トラック
  - 地域によりダイナ（1.25t標準キャブ・ガソリン車）も用意される場合がある。
- T2:ダイナ、トヨエース（2t標準キャブ・標準デッキ）
- T3:ダイナ、トヨエース（2tワイドキャブ・ロングデッキ、アルミバン2t未満/2t標準デッキ）
- T4:ダイナ、トヨエース（3t以上、アルミバン2tワイドキャブ・ロングデッキ/3t以上）

地域により、日野・レンジャーのように4tクラスの大型トラック、ダイナの3tクレーン付きの平ボディトラックの貸し出しが可能なT5クラス、レンジャーの4tクラスのクレーン付き平ボディトラックの貸し出しが可能なT6クラスが設定されている。ダンプや冷凍車などの特装車も用意されているが、ダイナの2tロングデッキ冷凍車は地域によりT4クラス・T5クラス・T6クラスのいずれかとなる。地域によりハイゼットの冷蔵車・冷凍車やキャリイの冷凍車も用意されている。
トヨタレンタリース公式サイト「トヨタレンタカーWebサイト」によるインターネット予約はT0クラス・T1クラスのみ利用可能である。
以下の運営会社は、Tクラスの一部車種を取り扱わない。
- トヨタレンタリース札幌 - T3クラス・T4クラス
- 静岡トヨタ自動車・トヨタレンタリース東四国・トヨタレンタリース長崎・トヨタレンタリース沖縄 - T4クラス

#### バス(BUSクラス)
- BUS1:ハイエース コミューター（14人乗り）
- BUS2:コースター

BUSクラスに関しては「トヨタレンタカー予約センター」または出発する店舗の窓口の予約のみ受け付ける。
以下の運営会社は、BUSクラスの全車種または一部車種を取り扱わない。
- トヨタレンタリース旭川・トヨタレンタリース札幌・トヨタレンタリース新札幌・トヨタレンタリース函館・トヨタレンタリース愛知・トヨタレンタリース新大阪・トヨタレンタリース神戸・トヨタレンタリース鳥取・トヨタレンタリース島根・トヨタレンタリース広島・トヨタレンタリース山口・トヨタレンタリース東四国・トヨタレンタリース宮崎・トヨタレンタリース沖縄 - BUS1クラス
- トヨタレンタリース新岡山 - BUS1クラス・BUS2クラス

#### ウェルキャブ
福祉車両「ウェルキャブ」シリーズの貸し出しも行われている。貸し出しが可能な仕様は、車いす仕様車、サイドリフトアップシート車、助手席リフトアップシート車、助手席回転スライドシート車、サイドアクセス車の5種類で、対象車種・クラスは以下のとおりである。但し、各店舗は、保有各社によって台数の少ない会社もある。
- 車いす仕様車
  - C1:ルーミー、ラクティス
  - C2:シエンタ（初代又は2代目、3代目・5人乗り）
  - C3:シエンタ ハイブリッド
    - 地域によりダイハツ工業製の車種（タント スローパー（C0クラス）やハイゼット スローパー（V0クラス））も用意される。

  - W1:シエンタ（2代目又は3代目・7人乗り）
    - 3代目はガソリン車・ハイブリッド車両方が用意される。

  - W2:エスクァイア、ノア、ヴォクシー
  - W4:ハイエース（グランドキャビン・バン）、レジアスエース バン
    - ハイエース バン、レジアスエース バンは2023年4月の制度改定によりV3クラスからW4クラスへ移行。

  - BUS1:ハイエース コミューター
- サイドリフトアップシート車
  - W2:ノア、ヴォクシー
  - W3:エスティマ
    - 地域によりルーミー（C1クラス）も用意される。
- 助手席リフトアップシート車
  - C1:ルーミー、タンク、ラクティス、ポルテ
  - W1:アイシス
  - W2:ノア、ヴォクシー
- 助手席回転スライドシート車
  - C3:シエンタ ハイブリッド
  - W1:シエンタ（2代目）
- サイドアクセス車
  - C1:ポルテ

なお、予約受付後、在庫確認を経て予約可否メールにて連絡を行うため、当日中の予約完了は不可となる。料金は各クラスの料金に準じるが、一部の車種・仕様については基本料金分の消費税が非課税となる。

#### 利尻店・礼文店のみの車種区分
トヨタレンタリース旭川が管轄する利尻店と礼文店には離島料金が適用され、取扱のない車種もある。料金にはガソリン代と免責補償料が含まれている。予約はトヨタレンタリース旭川の公式サイト内にある申込フォームか、直接店舗に電話で行う形となる。

##### 軽自動車
予約不可で、利用当日に店舗に赴く形となる。

##### 乗用車
- エコノミー:ヴィッツ、パッソ
- エコノミープラス:カローラ
- W2:ノア、ヴォクシー

## ワンウェイシステム
乗り捨て（ワンウェイシステム）は運営会社が異なっていても可能であり、同一エリア内では無料である。北海道・沖縄県を除く都府県間相互のワンウェイシステム料金はVクラス・Tクラスを除いてクラスに関係なく同一である（Vクラス・Tクラスは加算料金が適用される）。利用の際には事前申し込みが必要。一部車種や一部店舗では、ワンウェイシステムが利用できない場合がある。北海道を除く46都府県では2023年6月30日までは同一都府県内であれば無料であったが、同年7月1日以降は北海道と同様に同一エリア外への乗り捨てはワンウェイシステム料金が必要となった。
2023年7月以降におけるエリア区分は以下の通り。同一都道府県内であってもエリア外の店舗に乗り捨てを行った場合は、一部の例外を除いて県内ワンウェイ料金が適用される。〇は県内ワンウェイ料金が均一料金となっている都県。2店舗以上ある市町村のうち、京都市は中央エリア（京都駅新幹線口店以外の京都市内の店舗と長岡京店・亀岡店）と京都駅エリア（京都駅新幹線口店）に、長崎県対馬市は対馬空港エリア（対馬空港店）と厳原エリア（厳原店）に、長崎県新上五島町は有川エリア（有川店）と奈良尾エリア（奈良尾店）に、沖縄県宮古島市は宮古エリア（宮古島空港店）と下地島エリア（下地島空港店）にそれぞれ分割された。高知県は高知駅前店と高知空港店が高知エリアを構成するが、中村店は愛媛県に所在するJR八幡浜駅店とJR宇和島駅店の2店舗とともに西南エリアを構成する。
- 北海道 - 函館、室蘭・ニセコ、千歳・苫小牧、札幌、小樽、旭川、トマム、留萌・名寄、稚内、紋別、北見・女満別、帯広、釧路、中標津・根室
- 青森県 - 青森、津軽、八戸、上十三、下北
- 岩手県〇 - 盛岡、県北、県南、沿岸
- 宮城県 - 気仙沼、県北東、仙台、県南
- 秋田県〇 - 県北、県央、県南
- 山形県 - 山形市内、村山、庄内、置賜
- 福島県 - 福島、郡山、須賀川、白河、会津若松、喜多方、南相馬、いわき
- 茨城県〇 - 県北、県南
- 栃木県 - 北部、東西、南部
- 群馬県 - 中西部、北部、東部
- 埼玉県 - さいたま・川口、草加・春日部、川越・所沢、熊谷・本庄、秩父
- 新潟県 - 上越、魚沼、新潟、村上
- 千葉県〇 - 中央、東総、南房総
- 東京都〇 - 23区内、23区外
- 神奈川県〇 - 横浜、小田原
- 山梨県 - 西部、中部、東部
- 富山県 - 富山、高岡、黒部
- 石川県 - 能登、金沢、加賀
- 福井県〇 - 嶺北、嶺南
- 長野県 - 長野、上田、佐久・軽井沢、中信、南信、伊北、飯田
- 岐阜県〇 - 美濃、飛騨
- 静岡県 - 西部、中部、東部、伊豆、下田
- 愛知県 - 名古屋・尾張、中部国際空港、三河
- 三重県 - 北勢、中勢、南勢、伊賀
- 滋賀県〇 - 北部、南部
- 京都府 - 北部、南部、中央、京都駅
- 大阪府 - 北摂・北河内、大阪市・中河内、泉州・南河内
- 兵庫県 - 豊岡、阪神、姫路
- 奈良県〇 - 北和、中和、南和
- 和歌山県 - 紀北、和歌山、紀南、東牟婁
- 鳥取県 - 鳥取、倉吉、米子
- 島根県〇 - 松江・出雲、益田・浜田
- 岡山県 - 岡山、倉敷、津山
- 広島県 - 広島、中部、福山
- 山口県 - 東部、中部、西部、北部
- 徳島県 - 徳島
- 香川県〇 - 高松、西讃
- 愛媛県・高知県〇 - 松山、東予、西南、高知
- 福岡県 - 北九州、福岡、久留米
- 佐賀県〇 - 東部、西部
- 長崎県 - 長崎、大村・諫早、島原、佐世保、対馬空港、厳原、有川、奈良尾
- 熊本県 - 熊本市内、県北、県南、天草、熊本空港
- 大分県 - 中央、北部、南部、西部、東部
- 宮崎県 - 延岡日向、高鍋、宮崎空港、都城小林
- 鹿児島県 - 鹿児島市内、指宿、霧島、北薩、鹿屋
- 沖縄県 - 南部、中部、北部、宮古、下地島

但し、次のような例外がある。
- 北海道または沖縄県と他都道府県間のワンウェイシステムを利用できない。
- カーシェアリングサービスである「TOYOTA SHARE」は全国一律でワンウェイシステムを利用できない。出発ステーション以外で乗り捨てを行った場合は違反金とノンオペレーションチャージの両方が請求される。
- 徳島県内、福島県の内郡山エリアと須賀川エリア相互間並びに会津若松エリアと喜多方エリア相互間、大分県の内中央エリアと北部エリア・南部エリア・東部エリア相互間並びに北部エリアと東部エリア相互間をワンウェイ利用する場合はワンウェイ料金は無料である。
- 北海道におけるワンウェイシステム料金は、「乗用車クラス・SPクラス・プレミアムクラス（LXC・LXPを除く）」「Wクラス・SUVクラス・プレミアムクラス（LXC・LXPのみ）」「Vクラス・Tクラス」の3つに分け、それぞれ料金を定める（同一エリア内は無料）。トマム店におけるワンウェイ返却は旭川、留萌・名寄、稚内エリアのみワンウェイ出発した場合のみ利用可能である。
- 関西空港店からワンウェイ出発する場合は、乗り捨て先の店舗が泉州・南河内エリア内・泉州・南河内エリア外問わず出発時に関西国際空港連絡橋通行料を別途支払う。
- Tクラスにおけるワンウェイシステムの利用は、本州・四国・九州・沖縄では全クラスで可能であるが、徳島県の店舗におけるワンウェイ返却は、軽トラッククラスであるT0クラスと4ナンバークラスであるT1クラス・T2クラスのみ利用可能で、1ナンバークラスであるT3クラス・T4クラスは利用できない。北海道は、T0クラスとT1クラス・T2クラスのみエリア内・エリア外問わず利用可能で、T3クラス・T4クラスはエリア内・エリア外問わず利用できない。
- BUSクラスは全国一律でワンウェイシステムを利用できない。
- 離島に店舗がある北海道・東京都・新潟県・長崎県・鹿児島県・沖縄県における扱いは以下の通りである。
  - 北海道は、北海道内各エリアの店舗→利尻店・礼文店並びに利尻店・礼文店相互間はワンウェイシステムを利用できない。
  - 本州・四国・九州は、本州・四国・九州の店舗→大島店・佐渡店・対馬市内の2店舗（厳原店・対馬空港店）・五島列島内の店舗・大隅諸島内の店舗・奄美群島内の店舗並びに離島相互間はワンウェイシステムを利用できない。
  - 対馬市内の2店舗（厳原店・対馬空港店）・奄美市内の2店舗（名瀬店・奄美空港店）・徳之島内の2店舗（亀徳新港店・徳之島空港店）は、対馬市内相互間・奄美市内相互間・徳之島内相互間のみワンウェイシステムが利用可能。新上五島町内の2店舗（有川店・奈良尾店）は、T3クラス・T4クラスを除いて新上五島町相互間のみワンウェイシステムが利用可能。
  - 屋久島町内の2店舗（屋久島空港店・屋久島店）相互間はワンウェイシステムを利用できない。
  - 沖縄県は、沖縄本島の店舗→石垣市内の2店舗（やいま真栄里店・石垣島空港店）・宮古島市内の2店舗（宮古島空港店・下地島空港店）並びに石垣市内の店舗～宮古島市内の店舗相互間はワンウェイシステムを利用できない。沖縄本島相互間・石垣市内の2店舗相互間・宮古島市内の2店舗相互間のみワンウェイシステムが利用可能。

## イメージキャラクター
- AKB48 チーム8（2019年8月 - 現在）
- 1999年から2009年4月23日まで、草彅剛を起用していた。かつては森田健作、ダチョウ倶楽部、ルー大柴、松下奈緒（2015年6月 - 2016年4月）、川口春奈（2016年5月 - 2019年3月）を起用していた。
- イメージキャラクターの交代に伴って、2015年6月からTVCMの放映を開始している。

## 全国トヨタレンタリース店運営会社
レンタリース店の地域分けは府県（北海道においては旧支庁を元にするブロック）単位となり、一ブロック一社となるのが通例である。
- この他東京都は東部と多摩地域とが別ブロックとなり、また四国は香川・徳島両県と愛媛・高知両県とでブロックを構成する。
- 北海道札幌・宮城県・福島県・埼玉県・千葉県・神奈川県・愛知県・大阪府・兵庫県・岡山県などをはじめとして、同一ブロックに複数のレンタリース店運営会社が店舗を展開している地域がある（大都市複数店制）。このような地域における各レンタリース店運営会社は、その地域のトヨタ販売会社系列に対応している（【例】愛知県において営業する「トヨタレンタリース愛知」は愛知トヨタ系列、「トヨタレンタリース名古屋」は名古屋トヨペット系列）。空港の店舗は原則いずれか一方のみが受け持っているが（【例】大阪国際空港・関西国際空港ではトヨタレンタリース新大阪、中部国際空港ではトヨタレンタリース愛知が出店）、新千歳空港と神戸空港では調整がつかず、前者はトヨタレンタリース札幌とトヨタレンタリース新札幌、後者はトヨタレンタリース兵庫とトヨタレンタリース神戸の双方が出店している。新千歳空港では「札幌」の店舗が「新千歳空港ポプラ店」、「新札幌」の店舗が「新千歳空港すずらん店」として区別されているが、神戸空港では両社とも「神戸空港店」（しかも同一建物）なので注意を要する。

### 北海道
- トヨタレンタリース旭川（道北・宗谷、留萌地区、利尻島、礼文島）
旭川トヨタ系列、1966年12月設立、15店舗
- トヨタレンタリース北見（道東・北見網走紋別地区）
北見トヨペットグループ（北見トヨペット系列で親会社、トヨタカローラ北見、国安産業（北海道網走郡津別町）のオーナー会社。旭川トヨタ、ネッツトヨタ北見も出資はしている。　1963年6月設立、6店舗
- トヨタレンタリース釧路（道東・釧路、根室地区）
トヨタモビリティ釧路系列、7店舗
- トヨタレンタリース帯広（道東・帯広地区）
釧路トヨタ系列、1967年4月設立、4店舗
- トヨタレンタリース札幌（道央・札幌、室蘭地区）
札幌トヨタ系列、1966年8月設立、19店舗
- トヨタレンタリース新札幌（道央・札幌、胆振地区）
AGHトヨタ札幌（旧・トヨタカローラ札幌）系列、1972年3月設立、16店舗
- トヨタレンタリース函館（函館地区）
トヨタカローラ函館系列、1966年10月設立、4店舗

### 東北
青森県
- トヨタレンタリース青森
トヨタ小野系列、1967年10月設立、17店舗

岩手県
- トヨタレンタリース岩手
岩手トヨペット（T-MIG）系列、1968年6月設立、9店舗

秋田県
- トヨタレンタリース秋田
石井グループ傘下。現在の本社は、同じく石井グループに当たるネッツトヨタ秋田本店と同居。他の秋田県内のトヨタ4ディーラーからの出資も受けている。
1970年設立、21店舗

宮城県
- トヨタレンタリース宮城
宮城トヨタ（MTG）系列、1966年9月設立、16店舗
- トヨタレンタリース仙台
カメイグループ（仙台トヨペット系列）、1990年1月設立、12店舗

山形県
- トヨタレンタリース山形
1967年7月設立、15店舗

福島県
- トヨタレンタリース福島
NEZASグループ（福島トヨタ系列）、1967年7月設立、8店舗
- トヨタレンタリース新福島
I&Iグループ（福島トヨペット系列）、1970年3月設立、9店舗

### 関東
茨城県
- トヨタレンタリース茨城
茨城トヨタ系列、1967年9月設立、20店舗

栃木県
- トヨタレンタリース栃木
NEZASグループ（栃木トヨタ系列）、1968年4月設立、16店舗

群馬県
- トヨタレンタリース群馬
群馬トヨタ系列、1967年10月設立、16店舗

埼玉県
- トヨタレンタリース埼玉
埼玉トヨタ系列、1967年10月設立、39店舗
- トヨタレンタリース新埼玉
埼玉トヨペット系列、1980年7月設立、28店舗

千葉県
- トヨタレンタリース千葉
トヨタ勝又グループ（勝又自動車・千葉トヨペット系列）、1966年12月設立、22店舗
- トヨタレンタリース新千葉
千葉トヨタ系列、1979年7月設立、17店舗

＊成田空港店を除く（下記参照）
東京都
- トヨタモビリティサービス（東京都23区と武蔵野三鷹エリア、及び成田空港）
トヨタレンタリース東京とトヨタフリートリースの統合会社
トヨタ自動車直営（※トヨタ本体の全額出資）、1966年設立、88店舗
- トヨタS&Dレンタシェア西東京（東京都多摩エリア）
トヨタS&D西東京系列、1981年4月設立、2025年4月1日にトヨタレンタリース多摩から商号変更。19店舗

神奈川県
- トヨタレンタリース神奈川
KTグループ（神奈川トヨタ系列）、1966年7月設立、36店舗
- トヨタレンタリース横浜
ウエインズグループ（横浜トヨペット系列）、1979年5月設立、34店舗

### 中部
新潟県
- トヨタレンタリース新潟
新潟トヨタ系列、1964年2月設立、19店舗

山梨県
- トヨタレンタリース山梨
山梨トヨタ系列、1966年11月設立、7店舗

富山県
- トヨタモビリティ富山
品川グループ、2022年4月1日に旧運営会社であるトヨタレンタリース富山を合併。1967年10月設立、6店舗

石川県
- トヨタレンタリース石川
石川トヨタ系列、1966年9月設立、11店舗

福井県
- トヨタレンタリース福井
1968年3月設立、8店舗

長野県
- トヨタレンタリース長野
トヨタUグループ（長野トヨタ系列）、1966年設立、13店舗

岐阜県
- トヨタレンタリース岐阜
1967年4月設立、20店舗

三重県
- トヨタレンタリース三重
三重トヨタ系列、1966年11月設立、16店舗

静岡県
- トヨタレンタリース静岡（県内一円に出店）
静岡鉄道グループ、1966年11月設立、20店舗
- 静岡トヨタ自動車（浜松市、磐田市）
遠州鉄道グループ、2025年4月1日に旧運営会社であるトヨタレンタリース浜松を合併。1990年1月設立、2店舗

愛知県
- トヨタレンタリース愛知
ATグループ（愛知トヨタ系列）、1966年9月設立、66店舗
- トヨタレンタリース名古屋
NTPグループ（名古屋トヨペット系列）、1982年7月設立、61店舗

### 近畿
滋賀県
- トヨタレンタリース滋賀
トヨタカローラ滋賀系列、1972年3月設立、9店舗

京都府
- トヨタレンタリース京都
京都トヨペット・ネッツトヨタ京華グループ、23店舗

大阪府
- トヨタレンタリース大阪
大阪トヨペット系列、1966年10月設立、54店舗
- トヨタレンタリース新大阪
トヨタ新大阪販売HD TSHG系列、1981年7月設立、31店舗

兵庫県
- トヨタレンタリース兵庫
兵庫トヨタ系列、1967年7月設立、27店舗
- トヨタレンタリース神戸
神戸トヨペット系列、1990年1月設立、25店舗

奈良県
- トヨタレンタリース奈良
奈良トヨタ系列、9店舗

和歌山県
- トヨタレンタリース和歌山
和歌山トヨタ系列、1967年7月設立、13店舗

### 中国
鳥取県
- トヨタレンタリース鳥取
鳥取トヨペット（神戸トヨペット）系列、1974年4月設立、7店舗

島根県
- トヨタレンタリース島根
島根トヨタ系列、5店舗

岡山県
- トヨタレンタリース岡山
岡山トヨタ系列、1971年12月設立、11店舗
- トヨタレンタリース新岡山
末長グループ（岡山トヨペット系列）、1990年1月設立、7店舗

広島県
- トヨタレンタリース広島
卜部グループ（トヨタカローラ広島系列）、1971年6月設立、17店舗

山口県
- トヨタレンタリース山口
山口トヨタ系列、1972年3月設立、9店舗

### 四国
香川県・徳島県
- トヨタレンタリース東四国
1972年4月設立（トヨタレンタリース香川の法人格を継承、香川トヨタ系列）、8店舗（香川県内5店舗、徳島県内3店舗）

愛媛県・高知県
- トヨタレンタリース西四国
1970年4月設立（トヨタレンタリース愛媛の法人格を継承、西山グループ※）、8店舗（愛媛県内5店舗、高知県内3店舗）
※属するディーラーにはETPグループ(愛媛トヨタ/愛媛トヨペット)、カローラ高知、高知トヨタ(/レクサス高知)、ネッツ南国、高知トヨペット、徳島トヨタ、ネッツ徳島があり、合算するとすべての国内販売チャンネルを擁する。

### 九州・沖縄
福岡県
- トヨタレンタリース福岡
昭和グループ、1966年10月設立、2025年4月1日に福岡県内で運営していたトヨタレンタリース博多を合併[10]。52店舗

佐賀県
- トヨタレンタリース佐賀
昭和グループ、1979年4月設立、11店舗

長崎県
- トヨタレンタリース長崎
1967年6月設立、13店舗

熊本県
- トヨタレンタリース熊本
1965年8月設立、14店舗

大分県
- トヨタレンタリース大分
1966年11月設立、11店舗

宮崎県
- トヨタレンタリース宮崎
1966年12月設立、7店舗

鹿児島県
- トヨタレンタリース鹿児島
1966年11月設立、21店舗

沖縄県
- トヨタレンタリース沖縄
沖縄トヨタ系列、1973年1月設立、9店舗